# Espadon (S637)
Pour les autres navires du même nom, voir Espadon (sous-marin).
L'Espadon (S637) est un sous-marin classique de la Marine nationale française de classe Narval.

## Historique
Commissionné en 1960, avec un équipage de 7 officiers, 32 officiers mariniers et 25 quartiers-maîtres et matelots, l'Espadon avait pour mission la surveillance des zones océaniques et des lignes maritimes. 
En septembre 1961, le sous-marin entre en collision avec le Laubie. Le 13 août 1963, un incendie dans le compartiment des torpilles blesse quatre sous-mariniers, dont un mourra plus tard de ses blessures. En avril-mai 1964, l'Espadon et le Marsouin plongent pendant 21 jours sous la banquise de la mer de Norvège au 70e parallèle nord.
Il est désarmé le 11 septembre 1985. Depuis, l'Espadon est amarré dans l'écluse fortifiée de la base sous-marine de Saint-Nazaire, après avoir fait sa dernière plongée le 10 septembre 1985 avec 15 de ses commandants sur ses 16 « pachas ». L'Espadon est le premier sous-marin visitable en France, étant devenu un navire musée. Faussement à flot dans une cale remplie d’eau de pluie, il fait l'objet durant le premier semestre 2021, sur place, de travaux de conservation par le chantier de l'Esclain.

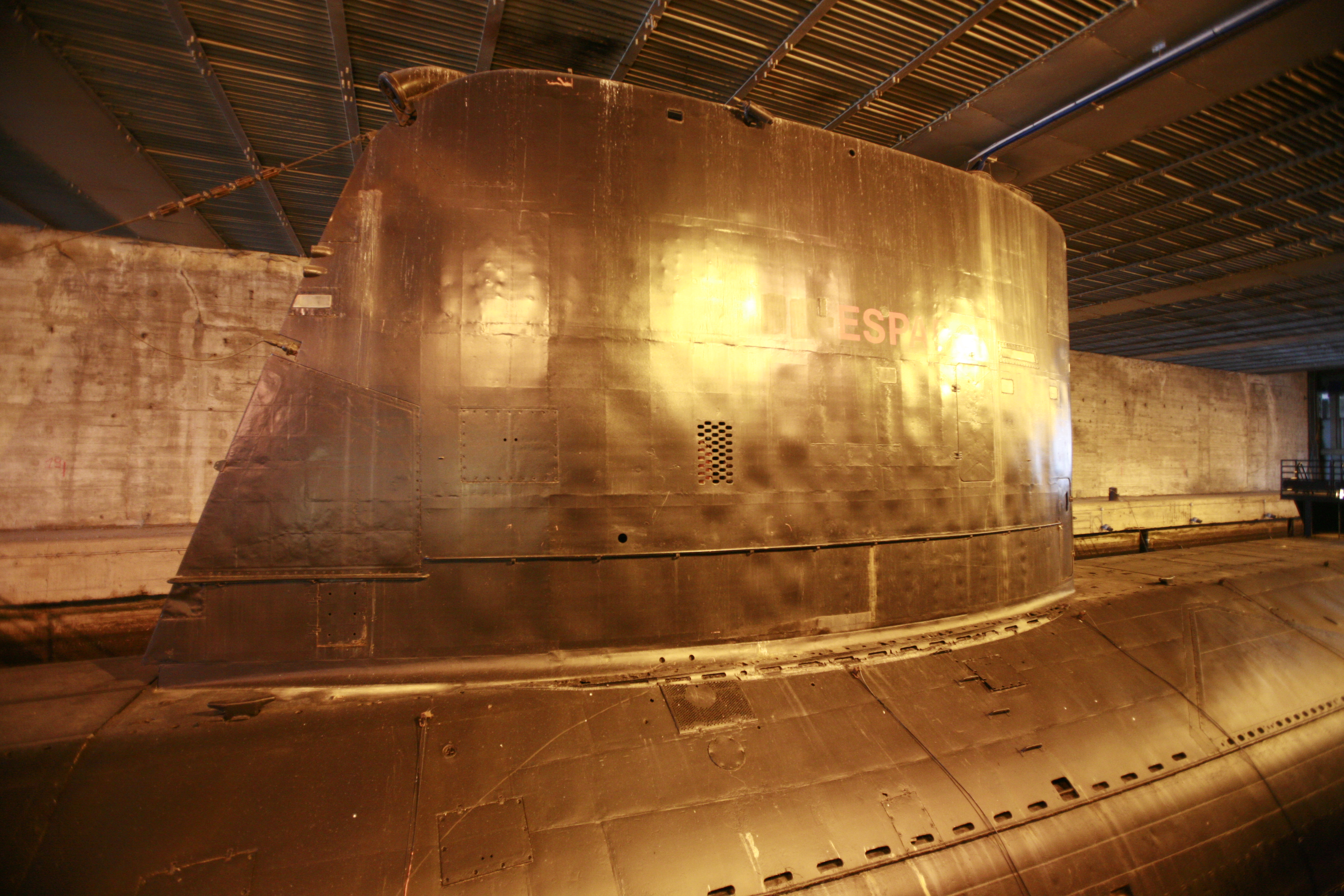
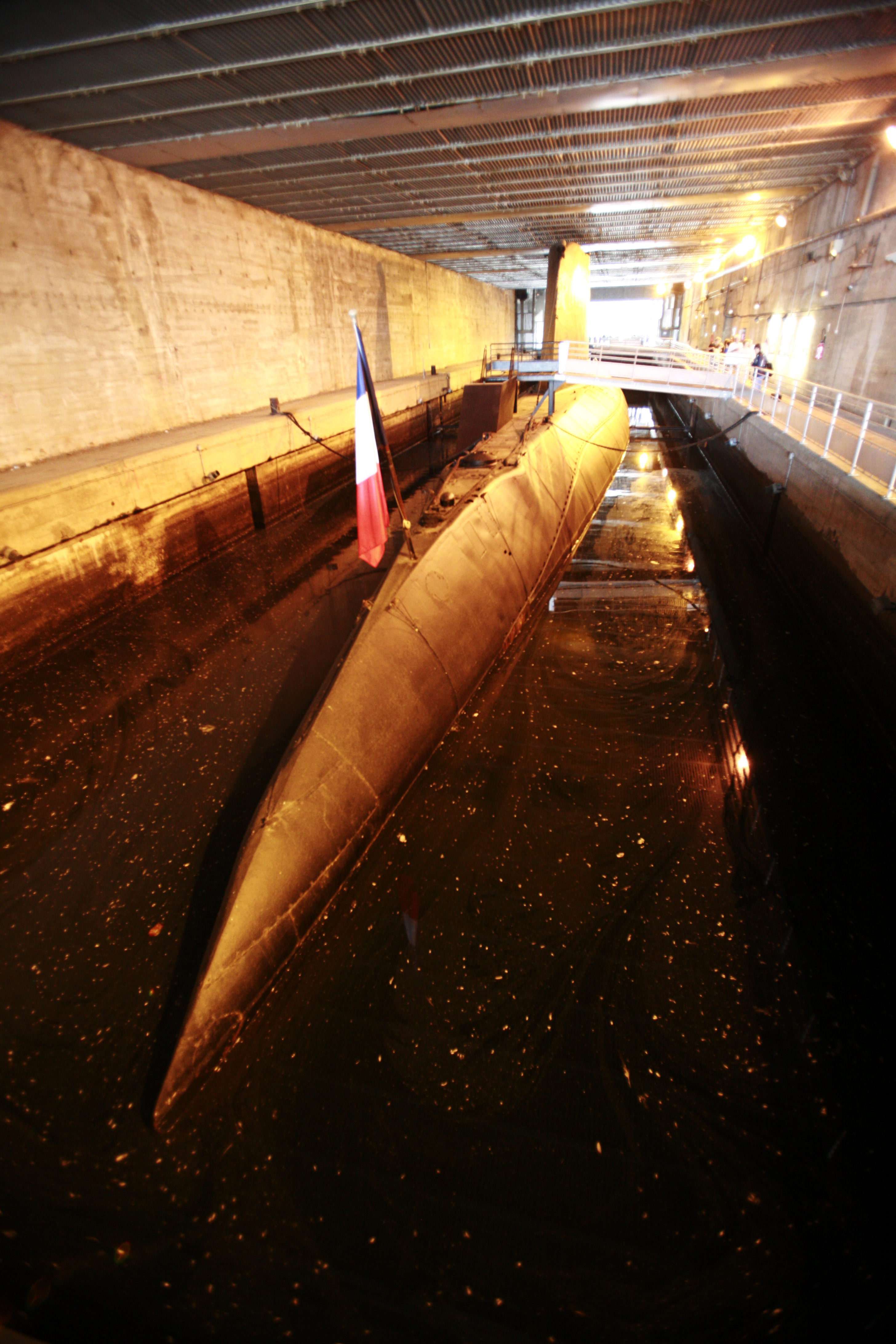

## Commandants successifs
- 01/11/1958 au 19/08/1960 : Lieutenant de vaisseau Brossollet
- 19/08/1960 au 19/01/1962 : LV Martin
- 19/01/1962 au 23/08/1963 : LV Bastien-Thiry
- 23/08/1963 au 29/05/1965 : LV Salmon-Legagneur
- 29/05/1965 au 16/05/1967 : LV Berthelot
- 16/05/1967 au 14/09/1968 : LV Hervy
- 14/09/1968 au 25/02/1970 : LV Vinot
- 25/02/1970 au 30/01/1972 : LV Dacre-Wright
- 30/01/1972 au 18/05/1974 : LV Gohlinger
- 18/05/1974 au 09/07/1975 : Capitaine de corvette Latourette
- 09/07/1975 au 20/08/1977 : CC De Penfentenyo
- 20/08/1977 au 25/08/1978 : CC Caron
- 25/08/1978 au 14/03/1980 : CC Brun
- 14/03/1980 au 25/08/1982 : CC Billecocq
- 25/08/1982 au 28/03/1984 : CC Azais
- 28/03/1984 au 17/09/1985 : CC Barbier